# Аллоа
А́ллоа (англ. Alloa, шотл. Alloa, шотл. гел. Allmhagh) — місто на сході Шотландії, адміністративний центр області Клакманнаншир.
Населення міста становить 19 330 осіб (2006).